# Microterys mirzai
Microterys mirzai är en stekelart som beskrevs av Shafee, Alam och Agarwal 1975. Microterys mirzai ingår i släktet Microterys och familjen sköldlussteklar. Inga underarter finns listade i Catalogue of Life.